# Rebecca Castrillo
Rebecca Castrillo (Santurce, Puerto Rico, 1954) es una artista plástica (dibujante, pintora y grabadora) de la generación del 1980 cuya obra es parte de colecciones públicas y privadas a nivel loca local e internacional, entre ellas: Museo de Arte Contemporáneo de Puerto Rico, Banco Popular de Puerto Rico, Colección Asociación de Artes Gráficas Panamericanas, Printmaking Workshop, Artes Gráficas Panamericanas, Museo del Barrio, Bienal de Hungría, y Triennale Mondiale De Petit Format, Chamalières, France. Fue integrante activa de la Asociación de Mujeres Artistas de Puerto Rico. 

## Datos biográficos
En el 1973, estudió en la Escuela de Artes Plásticas del Instituto de Cultura Puertorriqueña en San Juan, donde obtiene 30 créditos en distintas disciplinas del arte. En 1975, obtuvo un Bachillerato en Artes de la Universidad de Puerto Rico, además de estudiar en la Liga de Estudiantes de Arte de San Juan. Durante sus años académicos participó del Programa de Intercambio de Estudiantes en la ciudad de Pisa, Italia (1974). En 1978, obtuvo una Maestría en Arte (M.F.A.) en Pratt Institute en Nueva York, ciudad donde posteriormente realizó estudios en el Printmaking Workshop (1979).

## Obra plástica
Las obras de Rebecca Castrillo se destacan por la fuerte presencia de formas orgánicas, sensualmente sugestivas, e intenso y contrastante colorido. Castrillo hace uso de las técnicas del hueco grabado en metal impreso en intaglio, una de las pocas artistas en Puerto Rico que trabaja este medio.  Además trabaja medios como la colografía para lograr formas y texturas variadas. En sus piezas se encuentra el juego de las formas, los colores y composición entre semi-abstractos y abstractos. En palabras de la crítica de arte, Myrna E. Rodríguez Vega, Castrillo tiene un estilo único para apropiarse de su imaginería gráfica:
Castrillo ha desarrollado un estilo propio dentro de un lenguaje abstracto y basado en una imaginería cargada de figuras y formas que existen dentro de un espacio denso. Emplea símbolos femeninos que en cierta manera aluden a lo telúrico estableciendo así asociaciones con arquetipos ancestrales. Imágenes que conllevan un significado amplio, posiblemente de fertilidad o quizás de motivos retomados de culturas primarias, se entrelaza con formas que surgen del mundo contemporáneo. La figura de la pirámide, por ejemplo, de un contenido milenario se proyecta a la dimensión del futuro. Las múltiples preocupaciones de la artista van desde un carácter existencial hasta una visión del cosmos.
Algunas de sus obras más conocidas son: Mi libro de retratos (intaglio y colografía, 22" x 40", 1993), Naturaleza y creación (monotipo, 31"x19", 1989), El rostro y la mano (Intaglio a color, 18" x 24", 1985), Las pirámides (Intaglio a color, 18" x 36", 1986). 

## Exhibiciones individuales
- 2002
  - Galería San Patricio, Guaynabo, Puerto Rico.

- 2001
  - Galería R-6 Financial Corp.

- 1998-2001
  - Galería Rebecca Castrillo, Galería Rodante, Plaza Las Américas, San Juan, Puerto Rico.

- 1999
  - Galería Fósil, Viejo San Juan, Puerto Rico.

- 1998
  - Galería San Patricio, Guaynabo, Puerto Rico.

- 1996
  - Galería San Patricio, Guaynabo, Puerto Rico; Centro Europa, Santurce, Puerto Rico; Restaurante La Brochette, Humacao, Puerto Rico.

- 1995
  - Palmas del Mar, Humacao, Puerto Rico; “Retratos, Paisajes y Mitos”, Galería Telemundo, Hato Rey, Puerto Rico.

- 1994
  - Galería del Capitolio, San Juan, Puerto Rico.

- 1992
  - “Homenaje a la Naturaleza”, Galería Caribe, San Juan, Puerto Rico.

- 1992-1993
  - “Homenaje a la Naturaleza”, Galería Normandie, San Juan, Puerto Rico.

- 1989
  - “La Creación y la Naturaleza”, Museo El Arsenal de la Marina, Instituto de Cultura Puertorriqueña,  San Juan, Puerto Rico; “La Creación y la Naturaleza” Liga de Estudiantes de Arte, San Juan, Puerto Rico.

- 1985
  - Galería San Juan, San Juan, Puerto Rico.

- 1981
  - Galería Liga de Estudiantes de Arte de San Juan, Puerto Rico.

- 1979
  - Galería Cayman, Ciudad de Nueva York, EE. UU.

- 1978
  - Pratt Institute Gallery, Ciudad de Nueva York, EE. UU.

- 1976
  - Galería Coabey, San Juan, Puerto Rico; La Rotisserie, Caribe Hilton Hotel, San Juan, Puerto Rico.

## Exhibiciones colectivas
- 2001
  - Salón Des Independants, Grand Palais, Paris, France; Salón Du Val de Char, Saint Vísctor, Paris, France.

- 2000
  - Cinquième Triennale Mondiale De Petit Format, Chamalières, France; Primer Salón Plástica Latina, Barcelona, España; Salón Du Valdor, Plástica Latina, Mellant, France.
- 1999
  - Bienal Internacional de Grabado, Gyor, Hungría.

- 1998
  - Trienal Internacional, “Cien Ciudades”, Cracovia, Polonia / Núremberg, Alemania.
- 1994
  - IX Bienal Iberoamericana, México.
- 1993
  - Paulina Rieloff Gallery Group-Show, New York Design Center, Ciudad de Nueva York, EE. UU., X Bienal del Grabado Latinoamericano de San Juan, San Juan, Puerto Rico; Pratt Institute Alumni International Art Show, Pratt Graphic Center yPratt Institute, Ciudad de Nueva York, EE. UU.; IX Bienal del Grabado Latinoamericano de San Juan, San Juan, Puerto Rico.
- 1991
  - “Hilvanando Imágenes", Galería Normandie, San Juan, Puerto Rico; Nueve Grabadoras en la Liga de Arte de San Juan. Exhibición de las Mujeres Artistas de Puerto Rico, San Juan, Puerto Rico.
- 1990
  - Gráficas Contemporáneas de Puerto Rico; Naturaleza; Salón Vardol, Centro Cultural de Orval, Francia; Salón de la Sociedad de Bellas Artes en Rueil De Mal Maison, Francia.
- 1989-1991
  - Galería Normandie Radisson, San Juan, Puerto Rico; Galería Corinne Timsit, San Juan, Puerto Rico.
- 1989
  - Jadite Gallery, Ciudad de Nueva York, EE. UU; Segundo Congreso de Artistas Abstractos, San Juan, Puerto Rico.
- 1983-1991
  - Mujeres Artistas de Puerto Rico, Centro Comercial Plaza Las Américas, San Juan, Puerto Rico.
- 1987
  - National Association of Women Artist, Monmouth Museum, Ciudad de Nueva York, EE. UU.
- 1986
  - National Association of Women’s Caucus for the Arts, exhibición anual, Ciudad de Nueva York, EE. UU.; Asociación Gráficas Panamericanas, Fibras Internacionales, Venezuela.
- 1985
  - Printmaking Workshop, exhibición itinerante, Ciudad de Nueva York, EE. UU.
- 1984
  - Primer Congreso de Artistas Abstractos, San Juan, Puerto Rico.
- 1986
  - Bienal del Grabado Latinoamericano, MOCHA Museum, Ciudad de Nueva York, EE. UU.
- 1979
  - Society of American Graphic Artists, Ciudad de Nueva York, EE. UU.
- 1976-78
  - Bienal del Grabado Latinoamericano de San Juan, San Juan, Puerto Rico.
- 1975-1988
  - Ateneo Puertorriqueño, San Juan, Puerto Rico; Galería Dorado, Dorado, Puerto Rico; Galería Botello, San Juan, Puerto Rico; Galería San Gerónimo, San Juan, Puerto Rico; Colegio Universitario de Cayey, Cayey, San Juan, Puerto Rico
- 1977-1989
  - Cayman Gallery,  Ciudad de Nueva York, EE. UU.

## Colecciones
- Hotel San Juan, Isla Verde, San Juan, Puerto Rico
- Pratt Institute Alumni Collection, Ciudad de Nueva York, EE. UU.
- Colección Asociación de Artes Gráficas Panamericanas
- Puerto Rican Association for Community Affairs, Ciudad de Nueva York, EE. UU.
- Lahman Brothers, San Juan, Puerto Rico
- Banco Popular de Puerto Rico, San Juan, Puerto Rico
- Citibank, San Juan, Puerto Rico
- Mobil Corporation, San Juan, Puerto Rico
- Carib Inn Hotel, San Juan, Puerto Rico
- Artes Gráficas Panamericanas, Venezuela
- Printmaking Workshop, Ciudad de Nueva York, EE. UU.
- Sharing Pharmaceutical Company, San Juan, Puerto Rico
- Lincoln Hospital, Ciudad de Nueva York, EE. UU.
- El Museo del Barrio, Ciudad de Nueva York, EE. UU.
- Bienal de Hungría
- Museo de Arte Contemporáneo, San Juan, Puerto Rico
- Triennale Mondiale, Chamalières, Francia

## Asociaciones
- 1993, National Association of Female Executives
- 1983-1993, Asociación de Mujeres Artistas de Puerto Rico, San Juan, Puerto Rico
- 1985-1993, National Association of Women Artists, Ciudad de Nueva York, EE. UU
- 1990-1991, Plástica Latina Internacional de Puerto Rico, San Juan, Puerto Rico

## Premios
- 1995
  - Premio de mérito, Programa de Subvención Básica para las Artes, Instituto de Cultura Puertorriqueña, San Juan, Puerto Rico
- 1994
  - Beca de Crecimiento Profesional (FNFQC), Instituto de Cultura Puertorriqueña, San Juan, Puerto Rico
- 1984
  - Primer Premio, Certamen Mobil Oil Corporation, San Juan, Puerto Rico
- 1982
  - Mención Honorífica, Certamen Sin Nombre.  Edición distribuida a todos los Museos del Mundo por AGPA, Asociación de Artes Gráficas Panamericanas San Juan, Puerto Rico
- 1978-1981
  - Primer Premio Grabado, Certamen Ateneo Puertorriqueño, San Juan, Puerto Rico
- 1980
  - Mención Honorífica, Women’s Art Gallery, San Juan, Puerto Rico
- 1976-1978
  - Beca Presidencial de Estudios Post-Graduados, Universidad de Puerto Rico, Recinto de Río Piedras, Río Piedras, Puerto Rico
- 1976
  - Tercer Premio en Pintura, Certamen Royal Bank of Canada, San Juan, Puerto Rico
- 1975
  - Primer Premio en Pintura, Certamen Ateneo Puertorriqueño, San Juan, Puerto Rico